# بیانیه پانمونجوم
بیانیهٔ پانمونجوم برای صلح، رفاه و اتحاد مجدد شبه‌جزیره کره، بین رهبر عالی کره شمالی، کیم جونگ اون و مون جه-این، رئیس‌جمهور کره جنوبی، در ۲۷ آوریل ۲۰۱۸، و نشست بین کره‌ای آوریل ۲۰۱۸ تصویب شد. جلسه در سوی کره جنوبی در منطقه امنیتی مشترک، انجام شد.
بر اساس این بیانیه، دولت‌های کره شمالی و کره جنوبی توافق کردند که برای پایان رسمی جنگ کره و درگیری دو کشور همکاری کنند، دوره جدیدی از صلح را آغاز کرده و تعهدات خود را برای پایان بخشیدن به اختلافات و با نزدیک شدن به عصر جدید آشتی ملی را آغاز کنند. در این برنامهٔ صلح، بر اتحاد مجدد و رفاه و بهبود ارتباطات و روابط بین دو کره، تأکید شده‌است.
در این اعلامیه موافقت شد که هر دو طرف تلاش‌های جدی برای جلب حمایت و همکاری جامعه بین‌المللی برای خلع سلاح هسته‌ای در شبه‌جزیره کره را انجام خواهند داد.

این اعلامیه در ۶ سپتامبر ۲۰۱۸ به مجمع عمومی سازمان ملل متحد ارائه گردید.

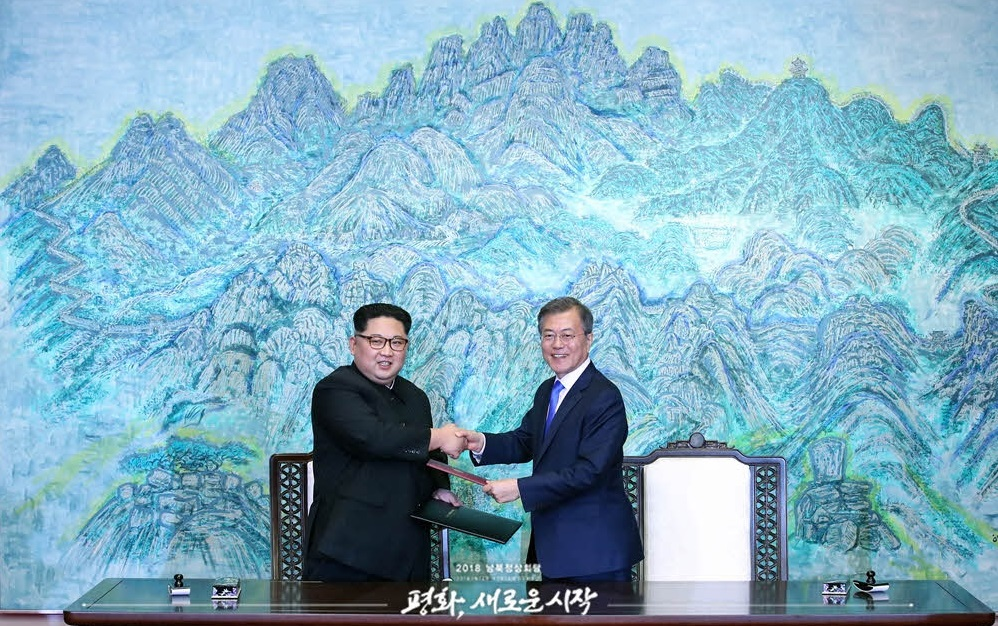
مون جه-این و جونگ اون، اعلامیه پانمونجوم را در دست دارند.